# Harry S. Miller
Harry S. Miller (Philadelphia, 1876) was een Amerikaanse zanger, componist en toneelschrijver die in New York en Chicago leefde in de 19e en begin 20e eeuw. Hij creëerde onder meer het lied The cat came back: A comic negro absurdity in 1893, in Nederland bekender als Die kat komt weer.
Miller was de zoon van Isaac D. Miller en Amelie Straub. Hij was de tweede van vier broers. Hij groeide op in Bellefonte en verhuisde naar New York in 1896 om carrière te maken als zanger.